# یواس‌اس الکترا (ای‌کی‌ای-۴)
یواس‌اس الکترا (ای‌کی‌ای-۴) (به انگلیسی: USS Electra (AKA-4)) یک کشتی بود که طول آن ۴۵۹ فوت ۱ اینچ (۱۳۹٫۹۳ متر) بود. این کشتی در سال ۱۹۴۱ ساخته شد.